# Fagerfjäll
Fagerfjäll is een plaats in de gemeente Tjörn in het landschap Bohuslän en de provincie Västra Götalands län in Zweden. De plaats heeft 66 inwoners (2005) en een oppervlakte van 20 hectare. De plaats ligt op het via een brug met het vasteland verbonden eiland Tjörn. De directe omgeving van Fagerfjäll bestaat uit zowel landbouwgrond en bos als rotsen.

## Verkeer en vervoer
Bij de plaats loopt de Länsväg 169.